# Hendrik XIV van Beieren
Hendrik XIV van Beieren (Landshut, 29 september 1305 - 1 september 1339) was van 1310 tot 1339 hertog van Neder-Beieren. Hij behoorde tot het huis Wittelsbach.

## Levensloop
Hendrik XIV was de oudste zoon van hertog Stefanus I van Beieren en Judith van Schweidnitz, dochter van hertog Bolko I van Schweidnitz.
Na de dood van zijn vader in 1310 werd Hendrik samen met zijn jongere broer Otto IV hertog van Neder-Beieren. Van 1310 tot 1312 regeerden ze samen met hun oom Otto III en vanaf 1312, na de dood van Otto III, met hun neef Hendrik XV. Omdat ze alle drie nog minderjarig waren in 1312, werd hertog Lodewijk IV van Opper-Beieren regent. 
Lodewijk IV werd ook keizer van het Heilige Roomse Rijk en Hendrik XIV steunde hem in zijn strijd tegen hertog Frederik I van Oostenrijk. Ook was Hendrik in 1333 kandidaat om Rooms-Duits koning te worden toen Lodewijk IV tijdelijk afgetreden was als Heilige Roomse keizer.
Conflicten met Otto IV en Hendrik XV over de verdeling van het hertogdom Neder-Beieren zorgden ervoor dat de relatie tussen Hendrik XIV en Lodewijk IV verslechterde en Hendrik sloot een alliantie met koning Jan I van Bohemen tegen Lodewijk IV. Enkele maanden nadat Hendrik XIV en Lodewijk IV zich uiteindelijk verzoenden, stierf Hendrik aan de gevolgen van lepra. Zijn zoon Johan I volgde hem op. 

## Huwelijk en nakomelingen
Op 12 augustus 1328 huwde Hendrik XIV met Margaretha van Luxemburg (1313-1341), dochter van koning Jan I van Bohemen. Ze kregen twee kinderen:
- Johan I (1329-1340), hertog van Neder-Beieren
- Hendrik (1330), stierf kort na de geboorte

Ook had hij een buitenechtelijke zoon Everhard, over wie niets bekend is.